# Petykó Ágnes
Petykó Ágnes (Ungvár, 1952. március 17. – Magyarország, 2014. november 12.) kárpátaljai újságíró, a Magyar Rádió ungvári tudósítója.

## Életpályája
Az Ungvári Állami Egyetem filológiai karán szerzett magyar bölcsészdiplomát. 1975-től 2010-ig a Kárpátalja Megyei Állami Televízió- és Rádiótársaság magyar főszerkesztőségének munkatársa volt. A rendszerváltozástól 17 éven át, 2008-ig tudósította Ungvárról a Kossuth Rádiót. A Határok nélkül című műsornak a kezdetétől a munkatársa volt. Több ezer riportot, interjút, tudósítást készített a Határok nélkül és más rádióműsorok hallgatói számára a kárpátaljai magyarok életéről.